# Sverreborga
Sverreborga är en bergstopp i Antarktis. Den ligger i Östantarktis. Norge gör anspråk på området. Toppen på Sverreborga är 1 785 meter över havet.
Terrängen runt Sverreborga är platt norrut, men söderut är den kuperad. Trakten är obefolkad. Det finns inga samhällen i närheten. 